# Bel Air (Album)
Bel Air ist das vierte Studioalbum der deutschen Rockband Guano Apes und das erste Album nach der sechs- bzw. achtjährigen Pause.

## Entstehung
Nachdem die Band im Sommer 2009 auf diversen Festivals sechs Jahre nach ihrer Trennung das erste Mal wieder zusammen gespielt hatte, wurde das neue Album auf dem Tuborg Green Fest Festival in Bukarest angekündigt. 15 Monate nach der Wiedervereinigung erschien am 1. April 2011 das erste Album seit 2003. Die erste Single Oh What a Night wurde ab dem 18. Januar in den Radios gespielt. Das Album debütierte nach seiner Veröffentlichung direkt auf Platz eins der deutschen Charts.

## Musikstil
Mit weniger Crossover und mehr Synthesizern sowie Electro-Elementen grenzt sich Bel Air deutlich von seinen Vorgängern ab. Mit mehr Pop-Elementen entfernen sich die Guano Apes hier vom alternativen Stil ihrer letzten drei Alben.

„[…] Aber den Bogen ins Jetzt zu spannen, nach all dem, was bei uns passiert ist, ist natürlich nicht ganz so einfach. Wenn ich Fan wäre, würde mich das auch irritieren.“

## Titelliste
1. Sunday Lover – 3:58
2. Oh What a Night – 3:12
3. When the Ships Arrive  – 4:05
4. This Time – 3:51
5. She's a Killer – 3:15
6. Tiger – 2:33
7. Fanman – 3:51
8. All I Wanna Do – 3:05
9. Fire in Your Eyes – 4:38
10. Trust – 7:07
11. Running Out the Darkness – 3:22 (Limited-Edition)
12. Oh What a Night (Musikvideo) – 3:12 (Limited-Edition)

### Exclusiv-Edition
1. Open Your Eyes – 3:08
2. Lords of the Boards – 3:41
3. Big in Japan – 2:49
4. No Speech – 3:30
5. Pretty in Scarlet – 4:04
6. Rain – 4:36

## Gold Edition (CD)
Das Album wurde nach der entsprechenden Auszeichnung in einem Bundle mit einer zusätzlichen DVD erneut als Gold Edition aufgelegt.
1. Sunday Lover – 3:58
2. Oh What a Night – 3:12
3. When the Ships Arrive  – 4:05
4. This Time – 3:51
5. She's a Killer – 3:15
6. Tiger – 2:33
7. Fanman – 3:51
8. All I Wanna Do – 3:05
9. Fire in Your Eyes – 4:38
10. Carol and Shine – 3:24
11. Staring at the Sun – 3:11
12. Trust – 3:25
13. Running Out the Darkness – 3:22
14. Fire – 3:48

## Gold Edition (DVD)
Die DVD der Gold Edition enthält zwei Musikvideos, deren jeweilige Making-ofs sowie einen Film über die Entstehung des Albums Bel Air und zwei live aufgezeichnete Titel.
1. Making of the Album Bel Air
2. Oh What A Night
3. Making of Oh What A Night
4. Sunday Lover
5. Making of Sunday Lover
6. Fanman Live in Montreux 2011
7. This Time Live in Montreux 2011

## Rezeption
Das Online-Magazin Laut.de vergab zwei von möglichen fünf Punkten und begründet dies insbesondere mit der radikalen Abkehr vom Crossover, der die Band ursprünglich ausmachte. Bemängelt wird auch die produktionstechnische Hervorhebung Nasic’ Gesang, der die Begleitmusik zum Beiwerk herabstuft.